# تپه طویل (تپه اکبرآباد)
تپه طویل (تپه اکبرآباد) مربوط به هزاره اول قبل از میلاد است و در فاروج، غرب شهر واقع شده و این اثر در تاریخ ۲۳ فروردین ۱۳۴۶ با شمارهٔ ثبت ۶۹۶ به‌عنوان یکی از آثار ملی ایران به ثبت رسیده است.